# Antonio Graves
Antonio Graves Davis, né le 17 avril 1985 à Mansfield en Ohio (États-Unis), est un joueur professionnel américain de basket-ball. Il mesure 1,90 m.

## Biographie
Il évolue au début de la saison 2007-2008 chez le Pittsburgh Xplosion (CBA), après avoir fini son cursus universitaire à l'université de Pittsburgh (NCAA).
Graves est recruté en janvier 2008 par l'Élan béarnais Pau-Lacq-Orthez (Pro A) où il s'impose rapidement au poste d'arrière.
Si Graves peut marquer en pénétration et présente des pourcentages d’adresse intéressants, il est également reconnu pour ses qualités défensives. Il peut par ailleurs évoluer au poste de meneur en cas de besoin.
Après avoir tenté vainement sa chance dans les summer leagues aux États-Unis pendant l'été 2008, il s'engage avec le club turc de Galatasaray SK et dispute la saison 2008-2009 de la TBL.

## Statistiques
- 2007 - Pittsburgh Xplosion : 19,5 points (48 % dont 45 % à 3 points), 3,6 passes décisives, 2,5 rebonds et 1,5 interception en 32 min.
- 2008 - Élan béarnais Pau-Lacq-Orthez : 20 points (55 % à 2 points et 43 % à 3 points), 3 passes décisives, 2 rebonds et 1 interception en 31 min.

- Record de points contre l'ASVEL Lyon-Villeurbanne le 22/02/2008 : 40 points.

## Université
- 2003-2007  University of Pittsburgh (NCAA 1)

## Clubs
- 2007 :  Pittsburgh Xplosion (CBA)
- 2008 :  Élan béarnais Pau-Lacq-Orthez (Pro A)
- 2008-2009 :  Galatasaray SK (TBL)